# Denis Mbuyu Manga

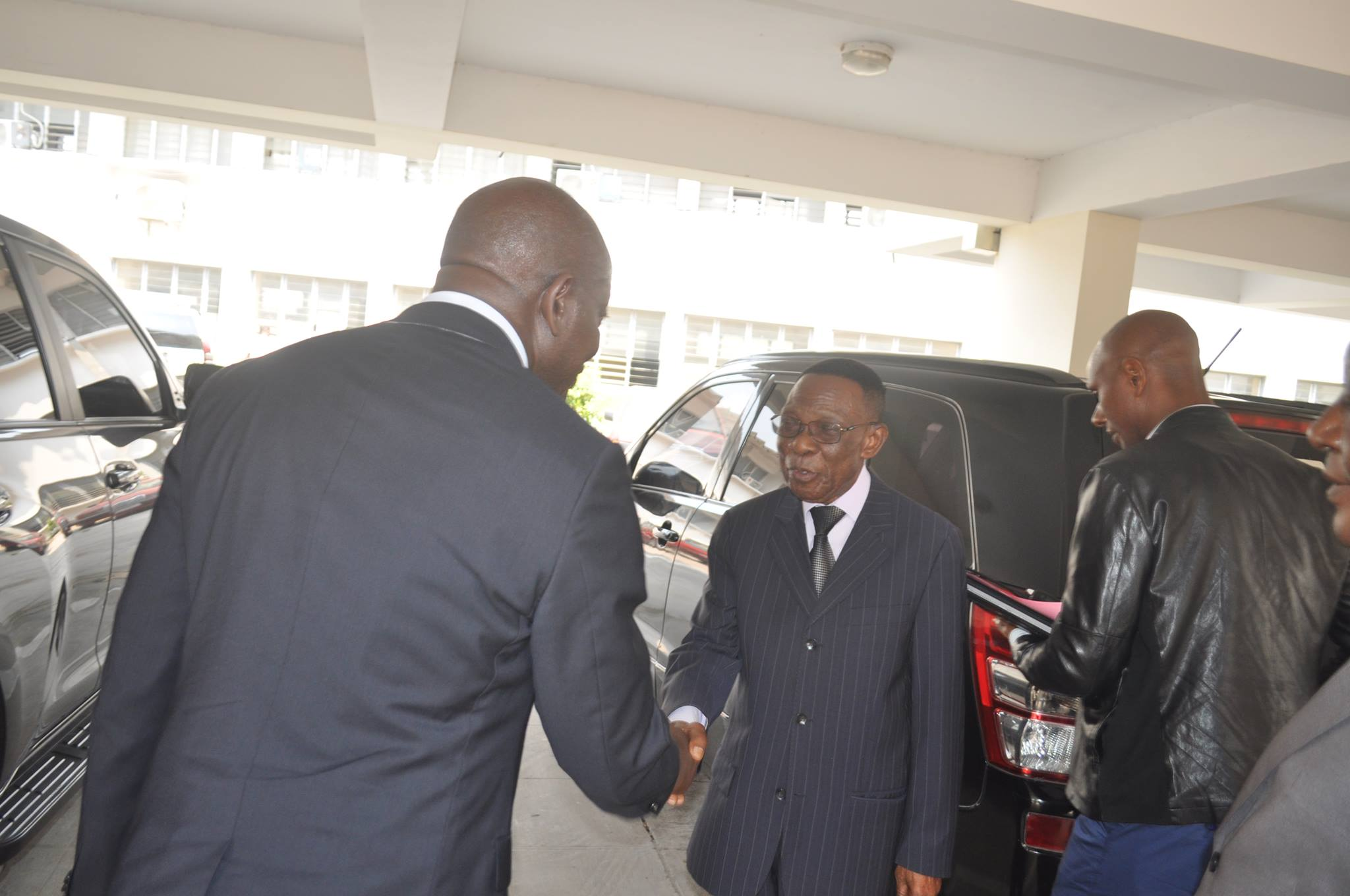
Mbuyu Manga Denys, DG ENF et Henri Yav Mulang, ministre des Finances.

Denys Mbuyu Manga, né le 20 novembre 1939 à Kabalo dans la région du Katanga de la République démocratique du Congo, est un intellectuel congolais, professeur de droit, nommé le 28 mai 2007, ministre du Commerce extérieur par le Président de la république démocratique du Congo Joseph Kabila Kabange, poste qu'il va occupé jusqu'au 10 octobre 2008

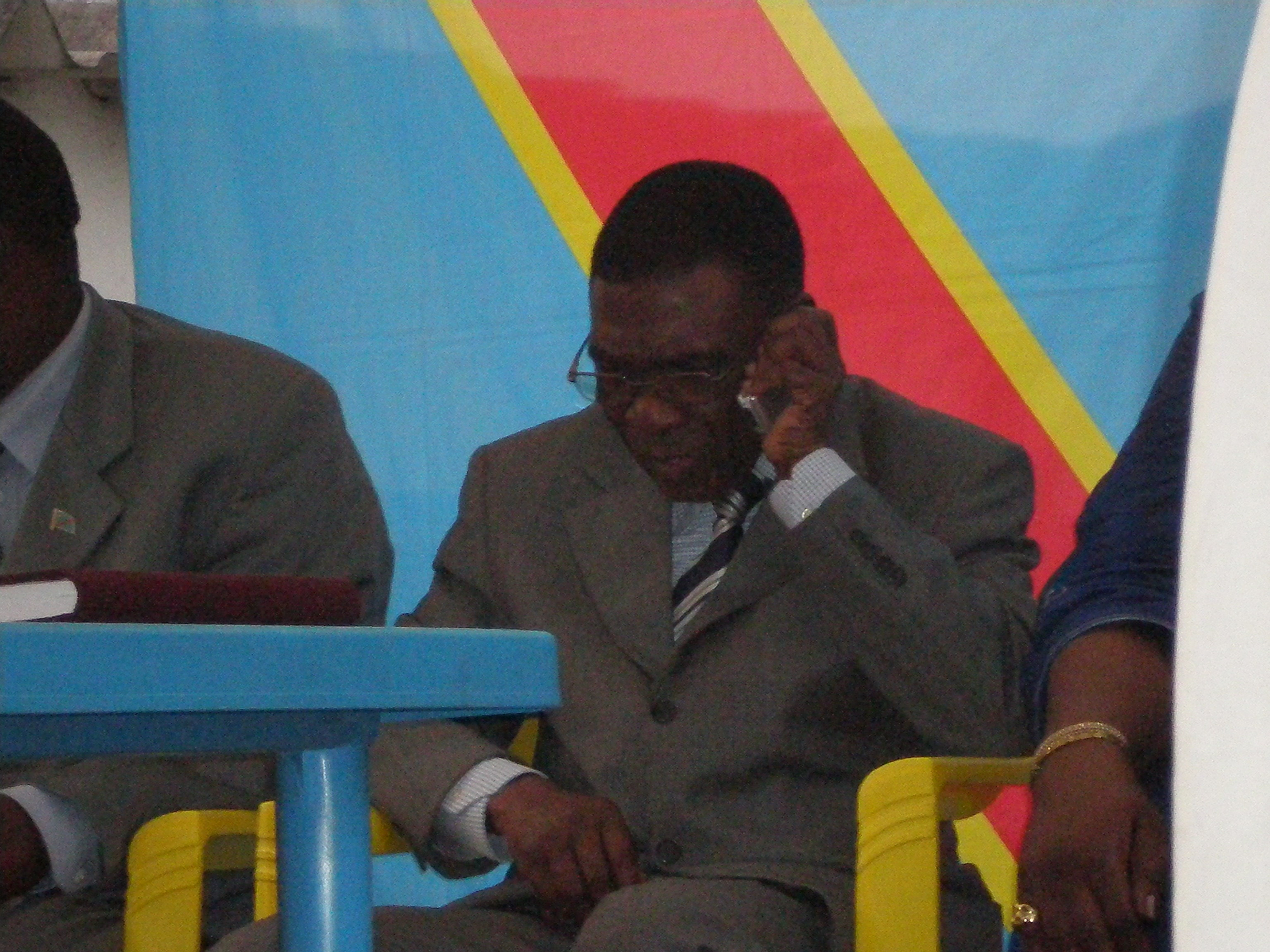
Mbuyu Manga Denys, ministre du Commerce extérieur (RDC).

## Biographie

### Études supérieures
En dehors d'une série de participations à des forums internationaux, il collectionne plusieurs diplômes dont :
- Doctorat d'État en Droit à l'Université de Paris II - Panthéon.
- Diplômé de l'Institut d'études politiques de Paris (IEP Paris) communément appelé Sciences Po Paris.
- Licence Spéciale en Droit et Sociologie du travail à l'Université libre de Bruxelles.
- Licence en Droit à l'Université libre de Bruxelles.
- Licence en Administration Publique à l'École nationale d'administration (ENA Kinshasa).

### Carrière
Depuis 1992, il est le Directeur de l'École Nationale des Finances,.
En 2007, le Président de la république démocratique du Congo, Joseph Kabila, le nomme Ministre du Commerce Exterieur dans le gouvernement Gizenka I puis II.
Durant sa carrière il a également occupé les postes suivants : 
- Professeur de Droit à l'Université de Lubumbashi et Vice Doyen chargé de l'enseignement.

- Professeur à la Faculté des sciences sociales, administratives et politique de l'Université de Lubumbashi.

- Directeur du secrétariat général et des ressources humaines à l'administration centrale de l'office des Mines d'or de Kilo-Moto à Kinshasa.

- Représentant de Kilo-Moto à Bruxelles.

- Directeur de cabinet du Ministre des terres, mines et énergies.

- Chef de Bureau chargé de recrutement au Ministère de la fonction publique.

### Vie privée
Il est marié à Mbuyu Tshilomba Héléne. Ils ont eu 7 enfants : Alphonse, Marguerite, Patrick, Denis, Hélène, Nathalie et Jean-Luc Mbuyu fondateur de JLM Realty